# Pavel Doležel
Pavel Doležel (ur. 30 listopada 1940 w Černej Horze) – czechosłowacki kolarz torowy i szosowy, brązowy medalista torowych mistrzostw świata.

## Kariera
Największy sukces w karierze osiągnął w 1974 roku, kiedy wspólnie z Michalem Klasą, Zdenkiem Dohnalem i Petrem Kockiem wywalczył brązowy medal w drużynowym wyścigu na dochodzenie podczas torowych mistrzostw świata w Montrealu. Startował także w wyścigach szosowych, zwyciężając w klasyfikacji generalnej brytyjskiego Milk Race w 1965 roku. W tym samym roku zajął drugie miejsce w klasyfikacji generalnej Wyścigu Pokoju, a rok później zwyciężył w wyścigu Koszyce-Tatry-Koszyce. Nigdy nie startował na igrzyskach olimpijskich.
Po zakończeniu kariery zawodniczej został trenerem reprezentacji CSRS na Wyścig Pokoju.